# Сунце у очима
Сунце у очима је трећи студијски албум српске поп и денс певачице Зоране Павић, издат 1995. године за ПГП РТС. Албум је учинио Зорану великом звездом деведесетих јер се на њему налази хит Хоћу да сам слободна. За ову песму снимљен је музички спот у ком се појавио модел и музичар Иван Секспрес, и он је захваљујући улози жестоког момка у Зораниној песми постао један од највећих мушких секс симбола у тадашњој СРЈ. Пратеће вокале на албуму певале су Александра Ковач, Кристина Ковач и Јелена Живановић. Продуцент албума је Влада Неговановић, а аранжер Александар Кобац. Песма It's only love је обрада песме Брајана Адамса, и као гост вокал се појављује Горан Шепа. На албуму су свирали Лаза Ристовски (клавијатуре), Неша Јапанац (бас), Влада Неговановић (електрична и акустична гитара) и Аца Митровић (гитара).

## Списак песама
| №   | Назив                        | Текст                     | Музика                   | Трајање |  |
| 1.  | Хоћу да сам слободна         | Дејан Јовановић (музичар) | Дејан Јовановић          | 3:28    |  |
| 2.  | Долазиш из пакла             | Дејан Јовановић           | Дејан Јовановић          | 3:14    |  |
| 3.  | Свиђаш ми се опасно          | С. Ковачевић              | З. Балабан               | 3:30    |  |
| 4.  | Моја музика                  | Дејан Јовановић           | Дејан Јовановић          | 3:38    |  |
| 5.  | Најбоље за обоје             | Драган Брајовић Браја     | Дејан Јовановић          | 3:30    |  |
| 6.  | Буди добар, чувај се         | Горан Милошевић           | Мирослав Дукић           | 5:02    |  |
| 7.  | Где ће ти душа               | Moby Dick (музичка група) | Моби Дик                 | 3:20    |  |
| 8.  | Не спавај душо               | Дејан Јовановић           | Дејан Јовановић          | 3:35    |  |
| 9.  | It's Only Love               | З. Мијовић                | Брајан Адамс, Џим Валанс | 3:10    |  |
| 10. | Умиру за тобом вене          | Марина Туцаковић          | Бане Јелић               | 4:33    |  |
| 11. | Живот је лутрија             | Мирослав Дукић            | Мирослав Дукић           | 3:03    |  |
| 12. | Јер за љубав треба имат душу | Бруно Лангер              | Бруно Лангер             | 3:30    |  |